# Ботаническая площадь
Ботани́ческая площадь — площадь в Шевченковском районе города Киева.
Расположена между улицами Леонтовича, Ивана Франко и бульваром Тараса Шевченко. Возникла во 2-й половине XIX столетия, в 1869—1939 годах имела название Владимирская площадь (от расположенного на ней Владимирского собора), в 1939—1952 — Институтская. Современное название — с 1952 года, от Ботанического сада им. А. В. Фомина, который граничит с ней.

## Транспорт
- Автобус: 24, 114, 118
- Троллейбус: 5, 7, 8, 17, 93Н, 94Н
- Маршрутное такси: 228, 231, 429, 433, 450, 570, 575.
- Трамвайная линия существовала в 1905—1946 годах.
- Станция метро «Университет» (0,2 км)
- Ж/д вокзал «Киев-Пассажирский» (1,6 км)

## Почтовый индекс
01008